# 주이란 미국 대사관 인질 사건

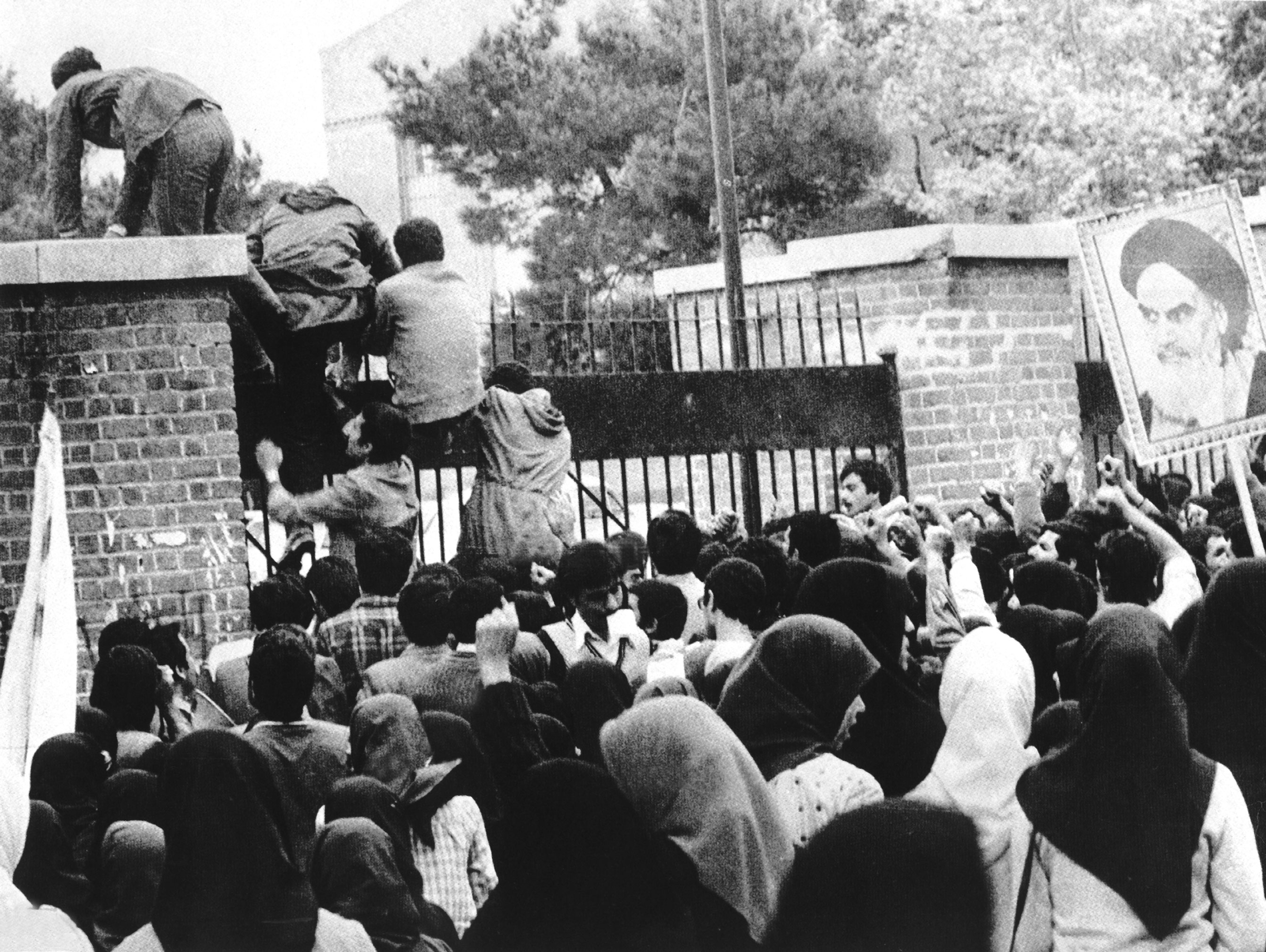
테헤란에 위치한 주이란 미국 대사관을 넘어가는 이란 학생들

주이란 미국 대사관 인질 사건은 1979년 11월 4일부터 1981년 1월 20일까지 444일 동안에 걸쳐 미국인 52명이 이란 테헤란 주재 미국 대사관에서 인질로 억류되어 있던 사건이다. 미국에서는 이란 인질 사건(Iran hostage crisis)으로 알려져 있다.

## 요약
미국의 팔라비 제국 지원은 오래전부터 이란 민중들에게 반미 감정을 확산시키고 있었다. 이슬람 혁명으로 모하마드 레자 팔라비 왕정이 타도되고 루홀라 호메이니의 이슬람 공화국이 수립되자 마침내 반미 감정이 표출되기 시작했다. 이란 과격파 학생 시위대의 테헤란에 위치한 주이란 미국 대사관 난입·점거 사태가 첫 걸음인 주이란 미국 대사관 인질 사건의 원인은 이란 민중들의 반미 감정이지만, 여기에 '이슬람 원점으로의 회귀'라는 대의명분을 내건 이슬람 혁명 세력의 상징적 의미로서의 미국에 대한 부정과 그에 대한 미국의 명예 고수 의지가 충돌함으로써 증폭되었다.

## 배경

### 이슬람 혁명
1979년 1월 모하마드 레자 팔라비 국왕은 휴양을 이유로 출국(사실상은 망명이었다)하고, 2월 아야툴라 호메이니가 귀국, 샤푸르 바크티아르 과도 정부를 붕괴시키고 6월 신권적(神權的) 지배 곧 종교가 다스리는 나라(신정국가)인 이슬람 공화국을 수립한 이란은 팔레비 왕정의 전제 공포 정치에 항거한 민주주의 세력, 외세 결탁의 집권층 부패를 타도하려는 민족주의 세력, 소위 '백색혁명'으로 불리는 서구식 근대화 개혁 조치에 반대하는 교조적(敎條的) 이슬람 세력 등 3파가 헤게모니 쟁탈전을 벌일 수밖에 없었다. 이란 혁명의 성격상 호메이니를 정신적 지주로 한 이슬람 세력이 그 중에서도 급진 강경파가 권력의 전면에 부상하였고, 그들은 모든 서구식 제도·관습·양태를 부정함으로써 '이슬람 원점으로의 회귀'라는 본래의 명분과 아랍 세계의 지주임을 자처하고 나섰다. 따라서 당시 서방 세계의 대표적 존재이며 실제적으로도 구원(舊怨)이 있는 미국에 대한 도발은 어떤 형태로든 예상되고 있었다. 미국 또한 그 가능성을 인식하고 있었으며 따라서 혁명 후 군수 부품 공급 등을 통하여 관계정상화와 사전 예방을 꾀하였다.

### 미국의 오판
그러나 당시의 카터 행정부는 이란 혁명 정부의 경직된 입장을 오판하여 신병 치료를 이유로 팔레비 왕의 입국을 허가, 이란 측 급진 강경파의 분노를 유발시켰다. 호메이니는 팔레비 송환을 강경하게 요구했고, 그를 확인코자 의사단의 파견을 미국에 제의했으나 미국은 이를 거부했다.

## 사태의 발생 및 전개

### 점거
11월 4일 테헤란에서 팔레비 신병 인도를 요구하던 과격파 학생 시위대가 시위 도중 미대사관에 난입·점거함과 동시에 약 70여 명의 외교관을 인질로 억류함으로써 미·이란 인질 사태의 막이 올랐다. 이미 민주·민족주의 온건 세력의 정지를 끝낸 이란 이슬람 정부는 급진 강경파가 주도, 미국과 일전불사의 초강경 자세로 일관했다. 미국의 이란산 원유 수입 금지 조치에 이란이 대미 석유 금수 조치, 이란의 재미 예금 전액 인출 및 재이란 미국 투자의 국유화 조치에 미국이 재미 이란 공적 자산(公的資産) 동결조치로 맞서는 등 첨예한 대립이 계속되었으며, 아라비아해·인도양에서 미국의 해군력에 의한 무력 시위가 전개되었다.

### 사우디아라비아 카바신전 점거
11월 20일 중동의 대표적 친미 노선 국가인 사우디아라비아에서 이슬람의 성지인 메카 카바 신전이 일단의 무장 괴한들에게 점거되고 수백 명이 인질로 억류되는 사건이 발생했다. 다음날인 11월 21일이 이슬람력(曆)으로 1400년 원단(元旦)이었기 때문에 이슬람권에 가해진 충격은 엄청난 것이었고, 돌연 "이 습격사건의 배후에는 이스라엘과 미국이 있다"는 미확인 소문이 발생, 이슬람권 각국에서 격렬하고 파괴적인 반미운동이 연이었다. 악성 루머가 계속되어 사태가 증폭되자 사우디아라비아는 국가 경비대로 하여금 진압을 명령, 엄청난 유혈참사 끝에 사태를 진정시켰는데, 카바 신전을 점거했던 괴한들은 서구식 근대화를 부정하고 이란식 이슬람 혁명을 추종하는 교조적 광신도들로 밝혀졌다.

### 이슬람권의 분란
이 사건은 미·이란 인질 사태에 악재로 작용하였을 뿐만 아니라 같은 이슬람권의 사우디아라비아 등 온건·친미·군주국들과 이란의 정치적 대립을 야기시켰다. 이란의 요구는 팔레비의 신병 인도에 그치지 않고 미국의 이란에 대한 죄상(罪狀)조사와 그에 대한 미국의 사과까지로 확대되었고, 미국으로서는 국제법 질서상 도저히 있을 수 없는 공관(公館)과 외교관에 대한 테러와 이란의 요구는 미국의 명예에 직결된 받아들일 수 없는 것이었다. 이란측에서도 일시 온건파가 집권, 협상의 기미가 엿보였으나 호메이니의 강경 선언으로 다시 경화되었고, 이에 미국도 보복을 선언, 미국과 서방측의 대이란 국교 단절과 경제 제재 조치로 이어졌다. 유엔을 중심으로 한 중재 노력도 무산되는 가운데 1980년 4월 미국은 특공대를 투입, 무력에 의한 인질구출 작전을 시도했으나 계획 차질과 항공기 충돌사고로 8명의 특공대원이 사망, 실패로 끝났다.

## 종결
악화일로를 치닫던 인질 사태는 1980년 9월 다소 유화된 호메이니의 요구 조건 제시로 돌파구가 마련되었고, 동월 22일 이라크의 선공으로 시작된 이란-이라크 전쟁은 이란으로 하여금 인질 사태를 종식하지 않을 수 없는 원인으로 작용하였다. 이란 측의 후퇴가 기대되는 가운데 미국의 협상 제의가 거듭 되었고, 마침내 알제리의 중재로 양국간 간접 협상이 진행되어 미국이 동결된 팔레비 왕정 당시의 재미 자산을 이란에 반환하기로 동의, 1981년 1월 20일 사건 발생 444일 만에 이란이 억류하고 있던 인질 전원을 석방함으로써 미·이란 인질사태는 종식되었다.

## 파장
이란의 미국인 인질 사태는 일면 양국에 국한되는 국지분쟁적 외교전의 양상을 나타냈으나 그 파장은 의외로 큰 것이었다. 즉, 그 과정에서 미국의 인도양·아라비아해 지역의 군사력 증강을 가져왔으며, 이는 다시 미국의 세력 확대에 불안을 느낀 소련의 아프가니스탄 침공 사태를 야기시켰다. 특히 이슬람권 국가들의 미국에 대한 시각 및 관계에 끼친 영향은 지대한 것이었으며, 이슬람권 내부의 해묵은 종파적 갈등의 재개는 이란-이라크 전쟁과 이슬람권의 분열로 표면화되었다.

## 같이 보기
- 미국-이란 관계